# Sweet Blue Age
『Sweet Blue Age』（スウィート・ブルー・エイジ）は、「青春」をテーマとした小説アンソロジー。2006年2月に角川書店より発行された。

## 収録作品
- あの八月の（角田光代）
- クジラの彼（有川浩）
- 涙の匂い（日向蓬）
- ニート・ニート・ニート（三羽省吾）
- ホテルジューシー（坂木司）
- 辻斬りのように（桜庭一樹）
- 夜は短し歩けよ乙女（森見登美彦）

このうち、「クジラの彼」「ホテルジューシー」「辻斬りのように（少女七竈と七人の可愛そうな大人）」「夜は短し歩けよ乙女」は、後に独立した単行本が発売された。このアンソロジーの作品はいずれもそのプロローグ的な内容となっている。

## 書誌情報
- 単行本：『Sweet Blue Age』（2006年2月21日発売[1]、角川書店、ISBN 978-4-04-873674-9）